# Montpelliérain
 (mai 2023).
Si vous disposez d'ouvrages ou d'articles de référence ou si vous connaissez des sites web de qualité traitant du thème abordé ici, merci de compléter l'article en donnant les références utiles à sa vérifiabilité et en les liant à la section « Notes et références ».

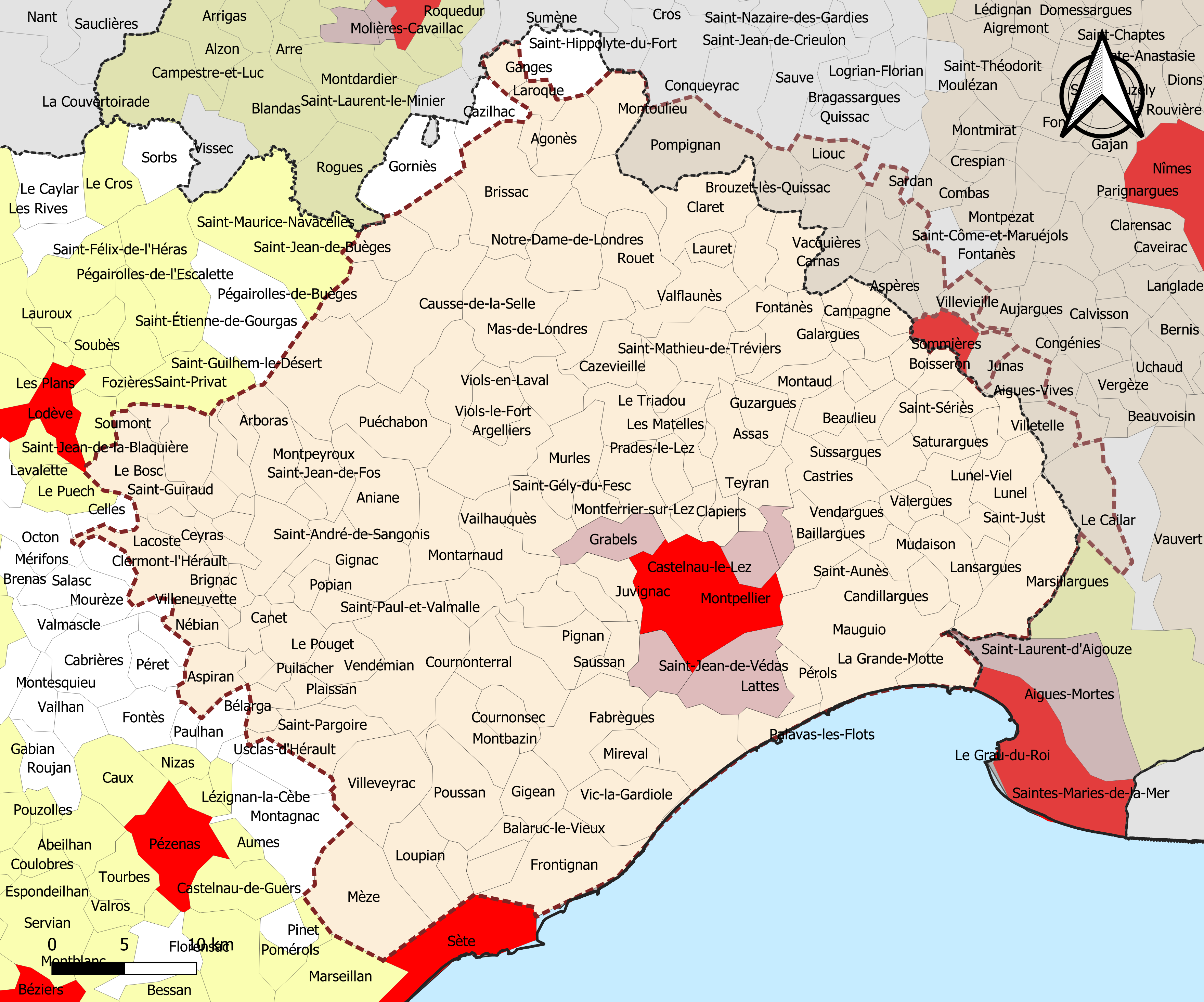
Aire d'influence de Montpellier.

Le montpelliérain est le parler occitan de la ville de Montpellier et de sa région proche, ce qui correspond à l'est du département de l'Hérault jusqu'à Sète. En linguistique occitane, il est considéré comme un sous-dialecte du languedocien. Avec le cévenol et le bas-vivarois, il est classé dans les parlers languedociens orientaux. Il peut être considéré comme un dialecte de transition entre l'aire linguistique du languedocien et celle du provençal.  
Ce sous-dialecte était un des plus employés depuis la fin du XIXe siècle par des auteurs importants comme Alexandre Langlade et des linguistes comme Alfons de RòcaFerrièr. Cette vitalité se manifesta par la création de la Revue des Langues Romanes et d'un journal humoristique de grande diffusion La Campana de Magalouna. Parmi les autres auteurs importants utilisant ce parler il faut citer Jean-Baptiste Fabre, Pierre Azéma, François Dezeuze, Max Rouquette et Jean-Frédéric Brun.

## Divisions dialectales
On peut distinguer trois variétés dans l'ensemble montpelliérain : 
- Le montpelliérain oriental (Pays de Lunel et du Vidourle) qui marque la transition avec le parler nîmois. Sa partie orientale présente des traits communs avec le provençal (absence de marque du pluriel et un article défini unique au pluriel en lei).
- Le montpelliérain central (Montpellier et ses environs jusqu'à Notre Dame de Londres au nord. Sète en constitue la pointe la plus occidentale). 
- Le montpelliérain occidental (de Mèze jusqu'aux environs d'Agde et Bessan). Cette variété présente des affinités avec les parlers languedociens plus septentrionaux comme le rouergat. 

### Phonétique

#### Vocalisme
- Conservation du son [a] (avec des variations) du -a atone final (trait que nous retrouvons jusqu'au Rhône à l'est). Dans certains endroits, la prononciation est [ə], à l'instar de la voyelle dite neutre du catalan. Ex : vaca (vache) : ['baka] en occitan montpelliérain pour ['bako̞] en occitan généralement et dans les parlers occidentaux.
- Conservation du O bref latin en diphtongue -uò- (prononcé [jɔ]) (Ce trait est également partagé par une partie des parlers rouergats et albigeois) Ex : nuòch (nuit) pour nuèch/nuèit dans les autres variétés languedociennes.
- ò es conservé au contact d'une consonne nasale. Ex : bòn, fònt, lòng, etc. comme en provençal rhodanien. Le digraphe oa-- se prononce [ɔ] : doas [dɔs], coa [kɔ], proa [pRɔ], broa [bRɔ], mais c'est un phénomène qui concerne bien d'autres parlers languedociens.
- Le u est prononcé [ø] comme dans la majeure partie du littoral languedocien.

## Caractéristiques
Le montpelliérain est un des sous-dialectes les plus particuliers de l'ensemble languedocien. 
Il possède plusieurs caractéristiques communes aux parlers languedociens :
- Maintien des occlusives finales ("cantat" prononcé [kanˈtat] : chanté) ;
- Maintien du "s" final ("los òmes" prononcé [luˈzɔmes] : les hommes) ;
- Non-palatalisation des groupes CA et GA : cantar, gau ;
- Indistinction de b et v (bêtacisme) ("vin" prononcé [bi] : vin)
- Emploi de "los" [lus] et "las" [las] comme articles du pluriel ;

Il possède également des caractéristiques particulières :
- Transformation du « -r » intervocalique en [d] (ex : "pèira" prononcé ['pɛjda] : pierre) ;
- Indistinction de [dʒ] et [tʃ] (ex : "freja" prononcé ['fretʃa] : froide) ;
- Conservation de la diphtongue [jɔ] (ex : "nuòch" prononcé ['njɔtʃ] : nuit) ;
- Prononciation [a] du « -a » atone final ;
- Conjugaison de la première personne du singulier en [e] (ex : "cante" prononcé ['kante] : je chante) ;
- Vocalisation (non généralisée) du « -l » final en [w] (ex : "ostau" prononcé ['ustaw] : maison) ;
- Prononciation en [œ] de « -u » ;
- Maintien du "n" final après "a" ;

Selon Louis Michel, on doit distinguer deux zones dans le Montpelliérain, celle où le pluriel des mots terminés par [p] [t] [k] est [tʃ] et celle où il est [s] (ex : "lops" prononcé [lutʃ] ou [lus] : loups)

## Citation
- Léon Lamouche, extrait de la « Campana de Magalouna », n° 166 de juin 1899 :

« Enfin, une autre considération vient encore augmenter l’importance du montpelliérain. Parlé dans une région moyenne, à l’extrémité orientale du Languedoc, limitrophe du domaine linguistique provençal qui commence au Vidourle, le parler de Montpellier tient à la fois des deux grands dialectes voisins et forme une transition naturelle de l’un à l’autre. Sur un fonds nettement languedocien, sa phonétique, sa grammaire et son vocabulaire offrent plus d’une analogie avec le provençal. »